# Medalistki igrzysk olimpijskich w gimnastyce
Lista medalistek letnich igrzysk olimpijskich w gimnastyce w konkurencjach kobiet.

## Konkurencje obecnie rozgrywane

### Wielobój indywidualny
| Rok i miejsce    | Złoto               | Srebro                     | Brąz                             |
| ---------------- | ------------------- | -------------------------- | -------------------------------- |
| Helsinki 1952    | Marija Horochowśka  | Nina Boczarowa             | Margit Korondi                   |
| Melbourne 1956   | Łarysa Łatynina     | Ágnes Keleti               | Sofja Muratowa                   |
| Rzym 1960        | Łarysa Łatynina     | Sofja Muratowa             | Polina Astachowa                 |
| Tokio 1964       | Věra Čáslavská      | Łarysa Łatynina            | Polina Astachowa                 |
| Meksyk 1968      | Věra Čáslavská      | Zinaida Woronina           | Natalja Kuczinska                |
| Monachium 1972   | Ludmiła Turiszczewa | Karin Janz                 | Tamara Łazakowicz                |
| Montreal 1976    | Nadia Comăneci      | Nelli Kim                  | Ludmiła Turiszczewa              |
| Moskwa 1980      | Jelena Dawydowa     | Maxi Gnauck Nadia Comăneci | –                                |
| Los Angeles 1984 | Mary Lou Retton     | Ecaterina Szabó            | Simona Păucă                     |
| Seul 1988        | Jelena Szuszunowa   | Daniela Silivaș            | Swietłana Boginska               |
| Barcelona 1992   | Tetiana Gucu        | Shannon Miller             | Lavinia Miloșovici               |
| Atlanta 1996     | Lilia Podkopajewa   | Gina Gogean                | Simona Amânar Lavinia Miloșovici |
| Sydney 2000      | Simona Amânar       | Maria Olaru                | Liu Xuan                         |
| Ateny 2004       | Carly Patterson     | Swietłana Chorkina         | Zhang Nan                        |
| Pekin 2008       | Nastia Liukin       | Shawn Johnson              | Yang Yilin                       |
| Londyn 2012      | Gabrielle Douglas   | Wiktorija Komowa           | Alija Mustafina                  |

### Wielobój drużynowy
| Rok i miejsce    | Złoto | Srebro | Brąz |
| ---------------- | --- | --- | --- |
| Amsterdam 1928   | Holandia · Estella Agsteribbe · Jacomina van den Berg · Alida van den Bos · Petronella Burgerhof · Elka de Levie · Helena Nordheim · Anna Polak · Petronella van Randwijk · Hendrika van Rumt · Jud Simons · Jacoba Stelma · Anna van der Vegt | Włochy · Bianca Ambrosetti · Lavinia Gianoni · Luigina Giavotti · Virginia Giorgi · Germana Malabarba · Clara Marangoni · Luigina Perversi · Diana Pizzavini · Luisa Tanzini · Carolina Tronconi · Ines Vercesi · Rita Vittadini | Wielka Brytania · Annie Broadbent · Lucy Desmond · Margaret Hartley · Amy Jagger · Isobel Judd · Jessie Kite · Marjorie Moreman · Edith Pickles · Ethel Seymour · Ada Smith · Hilda Smith · Doris Woods |
| Berlin 1936      | III Rzesza · Anita Bärwirth · Erna Bürger · Isolde Frölian · Friedl Iby · Gertrud Meyer · Paula Pöhlsen · Julie Schmitt · Käthe Sohnemann | Czechosłowacja · Jaroslava Bajerová · Vlasta Děkanová · Božena Dobešová · Vlasta Foltová · Anna Hřebřinová · Matylda Pálfyová · Zdeňka Veřmiřovská · Marie Větrovská                                                             | Węgry · Margit Csillik · Margit Kalocsai · Ilona Madary · Gabriella Mészáros · Margit Nagy · Olga Törös · Judit Tóth · Eszter Voit                                                                      |
| Londyn 1948      | Czechosłowacja · Zdeňka Honsová · Marie Kovářová · Miloslava Misáková · Milena Müllerová · Věra Růžičková · Olga Šilhánová · Božena Srncová · Zdeňka Veřmířovská                                                                               | Węgry · Erzsébet Balázs · Anna Fehér · Erzsébet Gulyás-Köteles · Irén Kárpáti-Karcsics · Mária Kövi · Margit Nagy-Sándor · Olga Tass · Edit Vásárhelyi-Weckinger                                                                 | Stany Zjednoczone · Ladislava Bakanic · Marian Barone · Consetta Carruccio-Lenz · Dorothy Dalton · Meta Elste-Neumann · Helen Schifano · Clara Schroth-Lomady · Anita Simonis                           |
| Helsinki 1952    | ZSRR · Nina Boczarowa · Piełagieja Daniłowa · Medea Dżugeli · Marija Horochowśka · Jekatierina Kalinczuk · Galina Minaiczewa · Galina Szamraj · Galina Urbanowicz                                                                              | Węgry · Andrea Bodó · Irén Daruházi-Karcsics · Erzsébet Gulyás-Köteles · Ágnes Keleti · Margit Korondi · Edit Perényiné Weckinger · Olga Tass · Mária Kövi-Zalai                                                                 | Czechosłowacja · Hana Bobková · Alena Chadimová · Jana Rabasová · Alena Reichová · Matylda Šínová · Božena Srncová · Věra Vančurová · Eva Bosáková                                                      |
| Melbourne 1956   | ZSRR · Polina Astachowa · Ludmiła Jegorowa · Lidija Iwanowa · Łarysa Łatynina · Tamara Manina · Sofja Muratowa | Węgry · Andrea Bodó · Erzsébet Gulyás-Köteles · Ágnes Keleti · Alíz Kertész · Margit Korondi · Olga Tass | Rumunia · Georgeta Hurmuzachi · Sonia Inovan · Elena Leușteanu · Elena Mărgărit · Elena Săcălici · Emilia Vătășoiu                                                                                      |
| Rzym 1960        | ZSRR · Polina Astachowa · Lidija Iwanowa · Łarysa Łatynina · Tamara Luchina · Sofja Muratowa · Margarita Nikołajewa | Czechosłowacja · Eva Bosáková · Věra Čáslavská · Matylda Matoušková · Hana Růžičková · Ludmila Švédová · Adolfína Tačová | Rumunia · Sonia Inovan · Atanasia Ionescu · Elena Leușteanu · Emilia Liţă · Elena Niculescu · Uta Poreceanu                                                                                             |
| Tokio 1964       | ZSRR · Polina Astachowa · Ludmiła Gromowa · Łarysa Łatynina · Tamara Manina · Tamara Zamotajłowa · Jelena Wołczeska | Czechosłowacja · Věra Čáslavská · Mária Krajčírová · Jana Posnerová · Hana Růžičková · Jaroslava Sedláčková · Adolfína Tkačíková                                                                                                 | Japonia · Toshiko Aihara · Ginko Chiba · Taniko Nakamura · Keiko Ikeda · Kiyoko Ono · Hiroko Tsuji |
| Meksyk 1968      | ZSRR · Lubow Burda · Olga Karasiowa · Natalja Kuczinska · Łarisa Pietrik · Ludmiła Turiszczewa · Zinaida Woronina | Czechosłowacja · Věra Čáslavská · Mária Krajčírová · Jana Kubičková · Hana Lišková · Bohumila Řimnáčová · Miroslava Skleničková                                                                                                  | NRD · Maritta Bauerschmidt · Karin Janz · Marianne Noack · Magdalena Schmidt · Ute Starke · Erika Zuchold                                                                                               |
| Monachium 1972   | ZSRR · Lubow Burda · Olga Korbut · Antonina Koszel · Tamara Łazakowicz · Elwira Saadi · Ludmiła Turiszczewa | NRD · Irene Abel · Angelika Hellmann · Karin Janz · Richarda Schmeißer · Christine Schmitt · Erika Zuchold | Węgry · Ilona Békési · Mónika Császár · Márta Kelemen · Anikó Kéry · Krisztina Medveczky · Zsuzsa Nagy                                                                                                  |
| Montreal 1976    | ZSRR · Marija Fiłatowa · Swietłana Grozdowa · Nelli Kim · Olga Korbut · Elvira Saadi · Ludmiła Turiszczewa | Rumunia · Nadia Comăneci · Mariana Constantin · Georgeta Gabor · Anca Grigoraș · Gabriela Trușcă · Teodora Ungureanu | NRD · Carola Dombeck · Gitta Escher · Kerstin Gerschau · Angelika Hellmann · Marion Kische · Steffi Kräker                                                                                              |
| Moskwa 1980      | ZSRR · Jelena Dawydowa · Marija Fiłatowa · Nelli Kim · Jelena Naimuszina · Stella Sacharowa · Natalja Szaposznikowa | Rumunia · Nadia Comăneci · Rodica Dunca · Emilia Eberle · Cristina Grigoraș · Melitta Rühn · Dumitriţa Turner | NRD · Maxi Gnauck · Silvia Hindorff · Steffi Kräker · Katharina Rensch · Karola Sube · Birgit Süß |
| Los Angeles 1984 | Rumunia · Lavinia Agache · Laura Cutina · Cristina Grigoraș · Simona Păucă · Mihaela Stănuleț · Ecaterina Szabó | Stany Zjednoczone · Pamela Bileck · Michelle Dusserre · Kathy Johnson · Julianne McNamara · Mary Lou Retton · Tracee Talavera | Chiny · Chen Yongyan · Huang Qun · Ma Yanhong · Wu Jiani · Zhou Qiurui · Zhou Ping |
| Seul 1988        | ZSRR · Swietłana Baitowa · Swietłana Boginska · Natalja Łaszczenowa · Jelena Szewczenko · Jelena Szuszunowa · Olga Strażewa | Rumunia · Aurelia Dobre · Eugenia Golea · Celestina Popa · Gabriela Potorac · Daniela Silivaș · Camelia Voinea | NRD · Gabriele Fähnrich · Martina Jentsch · Dagmar Kersten · Ulrike Klotz · Bettina Schieferdecker · Dörte Thümmler                                                                                     |
| Barcelona 1992   | WNP · Swietłana Boginska · Oksana Czusowitina · Rozalija Galijewa · Jelena Grudniewa · Tetiana Gucu · Tetiana Łysenko | Rumunia · Cristina Bontaș · Gina Gogean · Vanda Hădărean · Lavinia Miloșovici · Maria Neculiţă · Mirela Pașca | Stany Zjednoczone · Wendy Bruce · Dominique Dawes · Shannon Miller · Betty Okino · Kerri Strug · Kim Zmeskal                                                                                            |
| Atlanta 1996     | Stany Zjednoczone · Amanda Borden · Amy Chow · Dominique Dawes · Shannon Miller · Dominique Moceanu · Jaycie Phelps · Kerri Strug | Rosja · Swietłana Chorkina · Jelena Dołgopolowa · Rozalija Galijewa · Jelena Groszewa · Dina Koczetkowa · Jewgienija Kuzniecowa · Oksana Lapina                                                                                  | Rumunia · Simona Amânar · Gina Gogean · Ionela Loaieș · Alexandra Marinescu · Lavinia Miloșovici · Mirela Ţugurlan                                                                                      |
| Sydney 2000      | Rumunia · Simona Amânar · Loredana Boboc · Andrea Isărescu · Maria Olaru · Claudia Presăcan · Andreea Răducan | Rosja · Swietłana Chorkina · Jekatierina Łobazniuk · Anastasija Kolesnikowa · Jelena Produnowa · Jelena Zamołodczikowa · Anna Czepielewa                                                                                         | Stany Zjednoczone · Amy Chow · Jamie Dantzscher · Dominique Dawes · Kristin Maloney · Elise Ray · Tasha Schwikert                                                                                       |
| Ateny 2004       | Rumunia · Oana Ban · Alexandra Eremia · Cătălina Ponor · Monica Roșu · Daniela Șofronie · Silvia Stroescu | Stany Zjednoczone · Mohini Bhardwaj · Annia Hatch · Terin Humphrey · Courtney Kupets · Courtney McCool · Carly Patterson | Rosja · Swietłana Chorkina · Ludmiła Jeżowa · Marija Kriuczkowa · Anna Pawłowa · Jelena Zamołodczikowa · Natalja Ziganszina                                                                             |
| Pekin 2008       | Chiny · Cheng Fei · He Kexin · Jiang Yuyuan · Li Shanshan · Yang Yilin · Deng Linlin | Stany Zjednoczone · Shawn Johnson · Nastia Liukin · Chellsie Memmel · Samantha Peszek · Alicia Sacramone · Bridget Sloan | Rumunia · Steliana Nistor · Sandra Izbașa · Andreea Acatrinei · Andreea Grigore · Gabriela Drăgoi · Anamaria Tămârjan                                                                                   |
| Londyn 2012      | Stany Zjednoczone · Gabrielle Douglas · Jordyn Wieber · Alexandra Raisman · Kyla Ross · McKayla Maroney | Rosja · Alija Mustafina · Wiktorija Komowa · Ksienija Afanasjewa · Anastasija Griszyna · Marija Pasieka | Rumunia · Cătălina Ponor · Larisa Iordache · Diana Bulimar · Sandra Izbașa · Diana Chelaru |

### Ćwiczenia wolne
| Rok i miejsce    | Złoto                         | Srebro              | Brąz                                        |
| ---------------- | ----------------------------- | ------------------- | ------------------------------------------- |
| Helsinki 1952    | Ágnes Keleti                  | Marija Horochowśka  | Margit Korondi                              |
| Melbourne 1956   | Ágnes Keleti Łarysa Łatynina  | –                   | Elena Leușteanu                             |
| Rzym 1960        | Łarysa Łatynina               | Polina Astachowa    | Tamara Luchina                              |
| Tokio 1964       | Łarysa Łatynina               | Polina Astachowa    | Anikó Jánosi                                |
| Meksyk 1968      | Věra Čáslavská Łarisa Pietrik | –                   | Natalja Kuczinska                           |
| Monachium 1972   | Olga Korbut                   | Ludmiła Turiszczewa | Tamara Łazakowicz                           |
| Montreal 1976    | Nelli Kim                     | Ludmiła Turiszczewa | Nadia Comăneci                              |
| Moskwa 1980      | Nadia Comăneci Nelli Kim      | –                   | Maxi Gnauck Natalja Szaposznikowa           |
| Los Angeles 1984 | Ecaterina Szabó               | Julianne McNamara   | Mary Lou Retton                             |
| Seul 1988        | Daniela Silivaș               | Swietłana Boginska  | Diana Dudewa                                |
| Barcelona 1992   | Lavinia Miloșovici            | Henrietta Ónodi     | Cristina Bontaș Tetiana Gucu Shannon Miller |
| Atlanta 1996     | Lilia Podkopajewa             | Simona Amânar       | Dominique Dawes                             |
| Sydney 2000      | Jelena Zamołodczikowa         | Swietłana Chorkina  | Simona Amânar                               |
| Ateny 2004       | Cătălina Ponor                | Daniela Șofronie    | Patricia Moreno                             |
| Pekin 2008       | Sandra Izbașa                 | Shawn Johnson       | Nastia Liukin                               |
| Londyn 2012      | Alexandra Raisman             | Cătălina Ponor      | Alija Mustafina                             |

### Skok
| Rok i miejsce    | Złoto                              | Srebro                             | Brąz                          |
| ---------------- | ---------------------------------- | ---------------------------------- | ----------------------------- |
| Helsinki 1952    | Jekatierina Kalinczuk              | Marija Horochowśka                 | Galina Minaiczewa             |
| Melbourne 1956   | Łarysa Łatynina                    | Tamara Manina                      | Ann-Sofi Pettersson Olga Tass |
| Rzym 1960        | Margarita Nikołajewa               | Sofja Muratowa                     | Łarysa Łatynina               |
| Tokio 1964       | Věra Čáslavská                     | Łarysa Łatynina Birgit Radochla    | –                             |
| Meksyk 1968      | Věra Čáslavská                     | Erika Zuchold                      | Zinaida Woronina              |
| Monachium 1972   | Karin Janz                         | Erika Zuchold                      | Ludmiła Turiszczewa           |
| Montreal 1976    | Nelli Kim                          | Ludmiła Turiszczewa Carola Dombeck | –                             |
| Moskwa 1980      | Natalja Szaposznikowa              | Steffi Kräker                      | Melitta Rühn                  |
| Los Angeles 1984 | Ecaterina Szabó                    | Mary Lou Retton                    | Lavinia Agache                |
| Seul 1988        | Swietłana Boginska                 | Gabriela Potorac                   | Daniela Silivaș               |
| Barcelona 1992   | Lavinia Miloșovici Henrietta Ónodi | –                                  | Tetiana Łysenko               |
| Atlanta 1996     | Simona Amânar                      | Mo Huilan                          | Gina Gogean                   |
| Sydney 2000      | Jelena Zamołodczikowa              | Andreea Răducan                    | Jekatierina Łobazniuk         |
| Ateny 2004       | Monica Roșu                        | Annia Hatch                        | Anna Pawłowa                  |
| Pekin 2008       | Hong Un-jong                       | Oksana Chusovitina                 | Cheng Fei                     |
| Londyn 2012      | Sandra Izbașa                      | McKayla Maroney                    | Marija Pasieka                |

### Ćwiczenia na równoważni
| Rok i miejsce    | Złoto                        | Srebro                     | Brąz                          |
| ---------------- | ---------------------------- | -------------------------- | ----------------------------- |
| Helsinki 1952    | Nina Boczarowa               | Marija Horochowśka         | Margit Korondi                |
| Melbourne 1956   | Ágnes Keleti                 | Tamara Manina Eva Bosáková | –                             |
| Rzym 1960        | Eva Bosáková                 | Łarysa Łatynina            | Sofja Muratowa                |
| Tokio 1964       | Věra Čáslavská               | Tamara Manina              | Łarysa Łatynina               |
| Meksyk 1968      | Natalja Kuczinska            | Věra Čáslavská             | Łarisa Pietrik                |
| Monachium 1972   | Olga Korbut                  | Tamara Łazakowicz          | Karin Janz                    |
| Montreal 1976    | Nadia Comăneci               | Olga Korbut                | Teodora Ungureanu             |
| Moskwa 1980      | Nadia Comăneci               | Jelena Dawydowa            | Natalja Szaposznikowa         |
| Los Angeles 1984 | Simona Păucă Ecaterina Szabó | –                          | Kathy Johnson                 |
| Seul 1988        | Daniela Silivaș              | Jelena Szuszunowa          | Phoebe Mills Gabriela Potorac |
| Barcelona 1992   | Tetiana Łysenko              | Lu Li Shannon Miller       | –                             |
| Atlanta 1996     | Shannon Miller               | Lilia Podkopajewa          | Gina Gogean                   |
| Sydney 2000      | Liu Xuan                     | Jekatierina Łobazniuk      | Jelena Produnowa              |
| Ateny 2004       | Cătălina Ponor               | Carly Patterson            | Alexandra Eremia              |
| Pekin 2008       | Shawn Johnson                | Nastia Liukin              | Cheng Fei                     |
| Londyn 2012      | Deng Linlin                  | Sui Lu                     | Alexandra Raisman             |

### Ćwiczenia na poręczach
| Rok i miejsce    | Złoto                        | Srebro                    | Brąz                                       |
| ---------------- | ---------------------------- | ------------------------- | ------------------------------------------ |
| Helsinki 1952    | Margit Korondi               | Marija Horochowśka        | Ágnes Keleti                               |
| Melbourne 1956   | Ágnes Keleti                 | Łarysa Łatynina           | Sofja Muratowa                             |
| Rzym 1960        | Polina Astachowa             | Łarysa Łatynina           | Tamara Luchina                             |
| Tokio 1964       | Polina Astachowa             | Katalin Makray            | Łarysa Łatynina                            |
| Meksyk 1968      | Věra Čáslavská               | Karin Janz                | Zinaida Woronina                           |
| Monachium 1972   | Karin Janz                   | Olga Korbut Erika Zuchold | –                                          |
| Montreal 1976    | Nadia Comăneci               | Teodora Ungureanu         | Márta Egervári                             |
| Moskwa 1980      | Maxi Gnauck                  | Emilia Eberle             | Marija Fiłatowa Steffi Kräker Melitta Rühn |
| Los Angeles 1984 | Ma Yanhong Julianne McNamara | –                         | Mary Lou Retton                            |
| Seul 1988        | Daniela Silivaș              | Dagmar Kersten            | Jelena Szuszunowa                          |
| Barcelona 1992   | Lu Li                        | Tetiana Gucu              | Shannon Miller                             |
| Atlanta 1996     | Swietłana Chorkina           | Amy Chow Bi Wenjing       | –                                          |
| Sydney 2000      | Swietłana Chorkina           | Ling Jie                  | Yang Yun                                   |
| Ateny 2004       | Émilie Le Pennec             | Terin Humphrey            | Courtney Kupets                            |
| Pekin 2008       | He Kexin                     | Nastia Liukina            | Yang Yilin                                 |
| Londyn 2012      | Alija Mustafina              | He Kexin                  | Elizabeth Tweddle                          |

## Konkurencje nierozgrywane

### Ćwiczenia z przyborem drużynowo
| Rok i miejsce  | Złoto | Srebro | Brąz |
| -------------- | --- | --- | --- |
| Helsinki 1952  | Szwecja · Evy Berggren · Vanja Blomberg · Ann-Sofi Pettersson · Karin Lindberg · Hjördis Nordin · Göta Pettersson · Gun Röring · Ingrid Sandahl | ZSRR · Nina Boczarowa · Piełagieja Daniłowa · Medea Dżugeli · Marija Horochowśka · Jekatierina Kalinczuk · Galina Minaiczewa · Galina Szamraj · Galina Urbanowicz | Węgry · Andrea Bodó · Irén Daruháziné Karcsics · Erzsébet Gulyás-Köteles · Ágnes Keleti · Margit Korondi · Edit Perényiné Weckinger · Olga Tass · Mária Kövi-Zalai                                                             |
| Melbourne 1956 | Węgry · Andrea Bodó · Erzsébet Gulyás-Köteles · Ágnes Keleti · Alíz Kertész · Margit Korondi · Olga Tass                                        | Szwecja · Evy Berggren · Ann-Sofi Pettersson · Doris Hedberg · Maude Karlén · Karin Lindberg · Eva Rönström                                                       | ZSRR · Polina Astachowa · Ludmiła Jegorowa · Lidija Iwanowa · Łarysa Łatynina · Tamara Manina · Sofja Muratowa Polska · Dorota Jokiel · Natalia Kot · Danuta Stachow · Helena Rakoczy · Barbara Ślizowska · Lidia Szczerbińska |